# Fissirrostro
Fissirrostro, em taxonomia, é o nome que se dava na antiga ordem dos pássaros às aves dos fissirrostros, caracterizados por possuírem um bico muito largo, sem entalhes e fendido até debaixo dos olhos, ao final do qual a grande abertura de suas bocas lhes permite uma mais fácil captura dos insetos que persegue e dos quais se alimentam.
Naturais da Europa, são pássaros migratórios, passando os invernos em regiões mais quentes. Dividem-se em diurnos - que se distinguem pela longitude das asas e rapidez de voo (como nos hirundos e nas andorinhas das chaminés), e noturnos - que possuem a unha do dedo médio denteada na borda interna (como nos caprimulgidae).
As demais ordens nos quais os pássaros se dividiam eram os dentirrostros, conirrostros, tenuirrostros e sindátilos, alguns dos termos em desuso na zoologia moderna.